# John T. Cacioppo

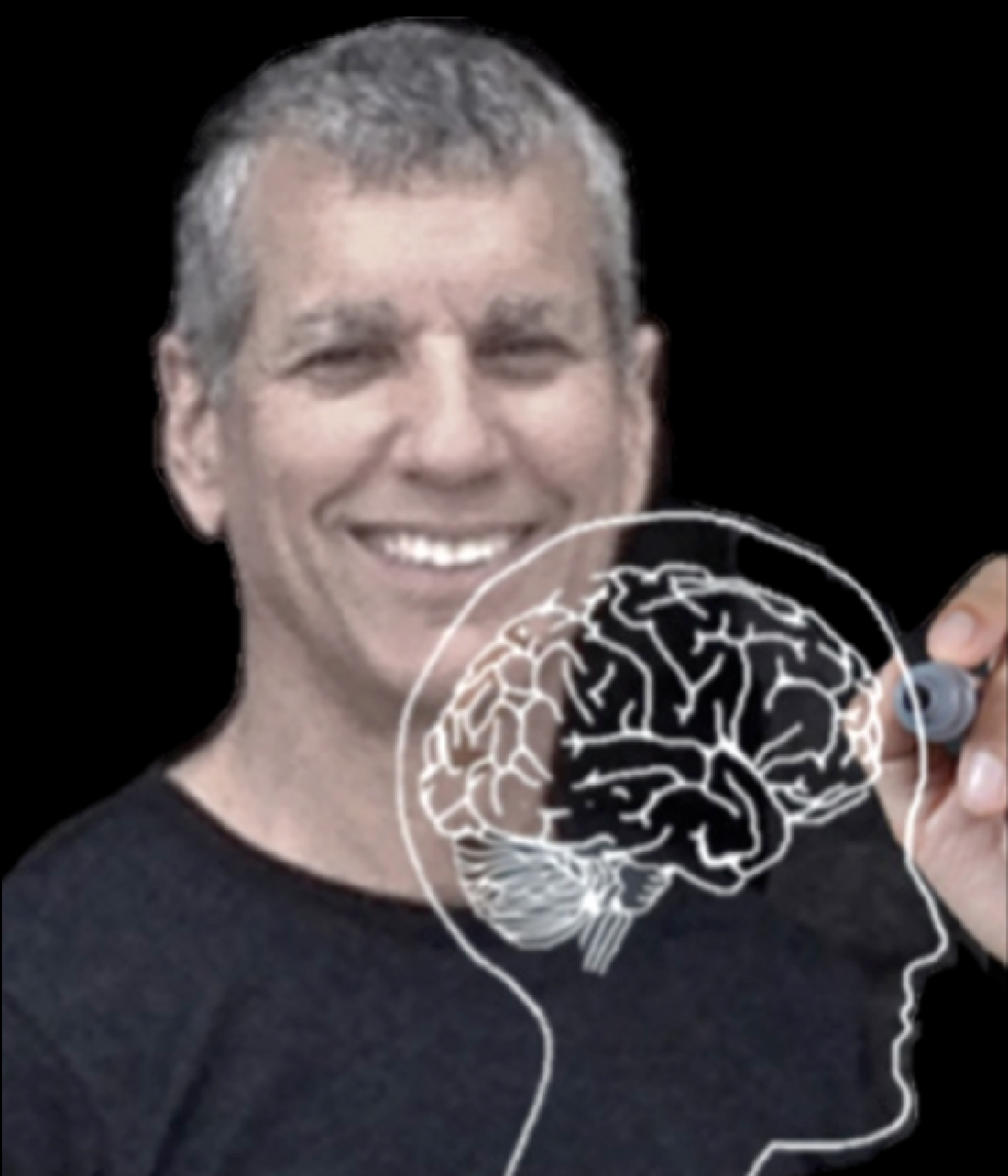
John T. Cacioppo (2016)

John Terrence Cacioppo (auch John Terrance Cacioppo; * 12. Juni 1951 in Marshall (Texas); † 5. März 2018 in Chicago) war ein US-amerikanischer Sozial- und Neuropsychologe und zuletzt Professor an der University of Chicago. Bekannt wurde er u. a. durch das Elaboration Likelihood Model der Einstellungsänderung, das er mit Richard E. Petty ausgearbeitet hat, sowie als Begründer der sozialen Neurowissenschaften.

## Leben
Er wuchs in einer italienischen Einwandererfamilie in Marshall auf, wo seine Familie eine Vertriebsfirma für Kettensägen besaß. Als erstes Mitglied seiner Familie, das ein College besuchte, erwarb John 1971 einen B.Sc. in Wirtschaftswissenschaften an der University of Missouri, 1975 erlangte er an der Ohio State University einen Masterabschluss. Cacioppo promovierte (Ph.D.) 1977 in Psychologie an derselben Universität. Seine berufliche Karriere begann er 1977 an der University of Notre Dame, 1979 kehrte er als Professor an die Ohio State zurück. Seit 1999 war er Mitglied des Lehrkörpers der University of Chicago. Er war hier Tiffany and Margaret Blake Distinguished Service Professor of Psychology, er wirkte als Direktor des Center for Cognitive and Social Neuroscience und war zugleich Leiter des Programms für Sozialpsychologie. Darüber hinaus war er Präsident mehrerer wissenschaftlicher Gesellschaften und Gründungsdirektor der Brain Academy und der Arete-Initiative des Büros des Vizepräsidenten für Forschung und nationale Laboratorien an der Universität Chicago, einem Programm, das die Karriere von Lehrkräften durch die Förderung ihrer Ideen bei Förderorganisationen unterstützt. Cacioppo starb im 57. Lebensjahr an Speicheldrüsenkrebs.

## Werk
Sein frühes Werk über das Elaboration Likelihood Model entstand in der Zusammenarbeit mit seinem Freund, Mitbewohner und Kommilitonen Richard E. Petty, wobei bei diesen Studien individuelle Unterschiede im „need for cognition“ (dt. Bedürfnis nach Kognition) identifiziert wurden.
Er gilt als Begründer der sozialen Neurowissenschaft; dieses Forschungsgebiet wurde erstmals 1992 von Cacioppo und Kollegen an der Ohio State University geprägt. Das von Cacioppo entwickelte interdisziplinäre Fachgebiet konzentrierte sich auf die Untersuchung der Wechselwirkungen zwischen neuronalen, hormonellen, zellulären und genetischen/genomischen Mechanismen, die sozialen Strukturen und Prozessen zugrunde liegen, bei Menschen und Tieren. Während sich die meisten Forschungsarbeiten in den Neurowissenschaften auf das Individuum konzentrierten, untersuchte diese neue Disziplin die Zusammenhänge zwischen sozialer und neuronaler Entwicklung und Evolution aus einer multidisziplinären Perspektive. Cacioppo begann seine Forschungen mit der Frage, was mit dem Gehirn passiert, wenn soziale Kontakte fehlen. Zwei Jahrzehnte lang untersuchte er soziale Fitness, Resilienz und die Auswirkungen von Einsamkeit und zeigte die negativen Auswirkungen sozialer Isolation auf die geistige und die körperliche Gesundheit auf. Bei seinen Studien wurde eine Vielzahl von Methoden eingesetzt, darunter funktionelle Magnetresonanztomographie (fMRI), Standard- und Hochdichte-Elektroenzephalographie und ereigniskorrelierte Hirnpotenziale, psychophysiologische Untersuchungen sowie neuroendokrine und immunologische Tests.

## Ehrungen
- 1989: Troland Research Award der National Academy of Sciences
- 2000: Donald T. Campbell Award
- 2003: Fellow der American Academy of Arts and Sciences
- 2007–2008: Präsident der Association for Psychological Science (APS)
- 2012–2013: Fellow des Ausschusses der National Academy of Sciences Committee Panel on New Directions in Social Demography, Social Epidemiology, and the Sociology of Aging
- 2012: Fellow des Advisory Committee for the Social, Behavioral, and Economic Sciences (SBE) Directorate of the National Science Foundation
- 2013–2015: Fellow des International Scientific Committee for the Institute of Cognitive Neurology (INECO) und der INECO Foundation
- 2014–2018: Fellow des President’s Committee on the National Medal of Science, ernannt durch Präsident Barack Obama
- 2015: Distinguished Scientist Award from the Society for Experimental Social Psychology
- 2016: Distinguished Scholar Award from the Social and Affective Neuroscience Society
- 2016: Career Achievement Award from the Chicago Society for Neuroscience
- 2017: Phoenix-Preis für seine außergewöhnliche Arbeit in den Sozialwissenschaften
- 2017: William James Fellow Award der Association for Psychological Science für seinen lebenslangen „bedeutenden intellektuellen Beitrag zur Grundlagenwissenschaft der Psychologie“

## Privates
Cacioppo lernte seine Frau, die Assistenzprofessorin Stephanie Cacioppo, auf einer wissenschaftlichen Konferenz in Shanghai kennen; beide heirateten 2011. Sie arbeitet an der Pritzker School of Medicine der University of Chicago; ihr akademisches Spezialgebiet ist die Liebe und ihre Vorteile. Nach ihren Forschungsergebnissen bringt Liebe körperliche und geistige Profite mit sich, wie z. B. besseres Denken und schnellere körperliche Heilung. Aus der siebenjährigen Ehe stammen zwei Kinder.

## Publikationen (Auswahl)
Monografien
- Mit L. Freberg: Discovering psychology: The science of mind.  Cengage Learning Boston, MA. 2016.
- Mit William Patrick; Jorunn Wissmann (Übersetzer): Einsamkeit: Woher sie kommt, was sie bewirkt, wie man ihr entrinnt. Springer Spektrum, Akad. Verlag, Heidelberg 2011, ISBN 978-3-8274-2864-6.
  - Mit William Patrick: Loneliness: Human nature and the need for social connection.  W. W. Norton & Company, New York 2008.
- Mit Richard E. Petty: Attitudes and persuasion: Classic and contemporary approaches.  Westview Press, Boulder, CO. 1996.
- Mit E. Hatfield; R. L. Rapson: Emotional contagion. Cambridge University Press, New York 1994.
- Mit Richard E. Petty: Communication and persuasion: central and peripheral routes to attitude change. Springer, Berlin 1986, ISBN 978-3-540-96344-8.

Herausgeberwerke
- Mit G. G. Berntson: Handbook of neuroscience for the behavioral sciences. John Wiley & Sons, New York, NY 2009, ISBN 978-0-470-08355-0.
- Mit P. S. Visser; C. L. Pickett: Social neuroscience: People thinking about thinking people.  MIT Press. Cambridge, MA.  2006.
- Mit G. G. Berntson: Social neuroscience: Key readings.  Psychology Press. New York 2005.